# 辉塞
輝塞（？—1651年），瓜爾佳氏，清朝初年将领。固山額真、一等公图赖之子。
輝塞继承一等公的爵位，在順治八年（1651年）八月，娶清太宗第十女縣君。三个月后，輝塞去世，縣君一直没有再嫁。顺治十八年（1661年）八月薨。后人有符珍。